# رفيق برينستون للرياضيات
رفيق برينستون للرياضيات هو كتاب قام بتحريره تيموثي جاورز والمحررين المساعدين جيون بارو جرين "June Barrow-Green" وايمري ليدر، ونشرته مطبعة جامعة برينستون عام 2008 ((ردمك 978-0-691-11880-2)). يعرض الكتاب لمحة شاملة عن الرياضيات، ويمتاز بمستوى المساهمين المرموق في علوم الرياضيات. حصل الكتاب على جائزة أويلر للكتاب من الجمعية الرياضية الأمريكية لعام 2011، والتي تُمنح سنويًا إلى «كتاب متميز عن الرياضيات».

## الموضوعات وهيكلة الكتاب
يركز الكتاب بشكل أساسي على الرياضيات البحتة الحديثة بدلاً من الرياضيات التطبيقية، على الرغم من أنه يغطي أيضًا تطبيقات الرياضيات والرياضيات التي تتعلق بتلك التطبيقات؛ يقدم نظرة عامة واسعة على الأفكار والتطورات الهامة في البحث الرياضي. والكتاب ينقسم إلى ثمانية أجزاء:
- مقدمة في الرياضيات، تحدد المجالات الرئيسية للدراسة، والتعريفات الأساسية، وأهداف وأغراض البحث الرياضي.[11][12]
- لمحة عامة عن تاريخ الرياضيات، في سبعة فصول بما في ذلك تطور مفاهيم مهمة مثل العدد، والهندسة، والبرهان الرياضي، والمنهج البدهي "the axiomatic approach" لأسس الرياضيات.[17][13][14] عُرِضَ تسلسل زمني للأحداث المهمة في تاريخ الرياضيات لاحقًا في الكتاب.
- ثلاثة أقسام أساسية، يبلغ مجموعها حوالي 600 صفحة. يوفر الجزء الأول من هذه الأقسام مجموعة مرتبة أبجديًا من المقالات حول 99 مفهومًا رياضيًا محددًا مثل بديهية الاختيار والرسوم البيانية الموسعة وفضاء هيلبرت. ويتضمن القسم الأساسي الثاني مراجعات طويلة لـ 26 فرعًا من فروع الأبحات الرياضية مثل الهندسة الجبرية ونظرية المجموعة التوافقية. ويصف الجزء الثالث 38 مسألة ونظرية رياضية مهمة مثل نظرية الألوان الأربعة، وحدسية بيرش وسوينرتون-داير، ومسألة التوقف.[15][18]
- مجموعة من السير الذاتية لما يقرب من 100 عالم رياضيات مشهور متوفى مرتبة ترتيبًا زمنيًا، بما في ذلك أيضًا تاريخ مجموعة نيكولا بورباكي.
- مقالات تصف تأثيرات وتطبيقات الرياضيات في العلوم والتكنولوجيا والأعمال والطب والفنون الجميلة.
- جزء لوجهات النظر حول مستقبل الرياضيات، وتقنيات حل المسائل، ونشر الرياضيات، ونصائح لعلماء الرياضيات صغيري السن.

على الرغم من طول الكتاب، إلا أنه غير شامل لكل المواضيع الرياضية، فلم يذكر بعض الموضوعات الثابتة المهمة مثل التقريب الديوفانتيني، ونظرية الأعداد المتسامية، والهندسة التفاضلية، والكوهومولوجيا "cohomology"، كما لم يذكر فيه أيضًا أحدث النتائج في البحوث الرياضية.

## الجوائز
فاز جاوزر عام 2011 بجائزة كتاب أويلر الصادرة عن الرابطة الرياضية الأمريكية، والتي تُمنح سنويًا «لكِتابٍ بارز عن الرياضيات».
في عام 2009 أدرجت مجلة "Choice Magazine" وهي إحدى منشورات جمعية المكتبات الأمريكية، كتاب «رفيق برينستون» كأحد العناوين البارزة.

## روابط خارجية
- الصفحة الرئيسية للكتاب من موقع مطبعة جامعة برينستون. يحتوي على عدة فصول كعينة
- رفيق برينستون للرياضيات من مدونة جاورز